# АТМоСфера

Логотип мережі банкоматів «АТМоСфера»

«АТМоСфера» — об'єднана мережа банкоматів 10 банків (станом на 2018), які діють в Україні. Утворена у 2005 році компанією ЗАТ «Український процесинговий центр» (UPC), яка діє на ринку аутсорсингу банківських платіжних систем з 1997 року.
У мережі «АТМоСфера» власники платіжних карток мають змогу отримувати готівку за тими ж тарифами, які діють у власних банкоматах банків-учасників мережі. Банки-учасники натомість мають можливість значно розширити власну мережу банкоматів користуючись з банкоматів інших банків-учасників. Мережа «АТМоСфера» на початок 2018 року налічувала близько 1000 банкоматів у більш ніж 300 містах України, що за розміром відповідає мережам банкоматів найбільших банків України.
В травні 2016 року повідомлялося про припинення діяльності мережі. Однак пізніше в липні банкоматна мережа «АТМоСфера» вирішила продовжити свою діяльність. Її розрахунковим банком став державний Укргазбанк.

## Банки-учасники мережі «АТМоСфера»
| - ПАТ КБ «ПРАВЕКС-БАНК» - ПАТ «КРЕДІ АГРІКОЛЬ БАНК» - ПАТ «БТА Банк» - ПАТ «Банк „Український капітал“» - АТ «ОТП Банк» | - АБ «Південний» (26 жовтня 2020 року банк вийшов з системи «АТМоСфера») - ПАТ «ВіЕс Банк» - ПАТ «Ідея Банк» - ПАТ «Банк інвестицій та заощаджень» - ПАТ «Вернум банк» |